# .so
.so e интернет домейн от първо ниво за Сомалия. Администрира се от .SO Registry. Представен е през 1997. Поради гражданската война в Сомалия действието на този домейн, възложен официално на Monolith Innovation Group – компания в Питсбърг, е прекратено, но от 1 ноември 2010 г. регистрациите са възобновени от държавна фирма.